# Корифи (дем Александрия)
Вижте пояснителната страница за други значения на Корифи.
Корифѝ (на гръцки: Κορυφή) е село в Република Гърция, дем Александрия, област Централна Македония.

## География
Селото е разположено на надморска височинаот 10 m в областта Урумлък (Румлуки), югоизточно от Александрия (Гида). На половин километър западно е разположена махалата Неохоропуло, смятана в миналото за отделно селище. Землището на селото е много плодородно.

## История

### В Османската империя
В XIX век Корифи е гръцко село в Солунската каза на Османската империя. Александър Синве („Les Grecs de l’Empire Ottoman. Etude Statistique et Ethnographique“) в 1878 година пише, че в Корофи (Corofi), Камбанийска епархия, живеят 1080 гърци. По данни на секретаря на Българската екзархия Димитър Мишев („La Macédoine et sa Population Chrétienne“) в 1905 година в Корифи (Korifi) живеят 145 гърци и в селото работи гръцко училище.
Според доклад на Димитриос Сарос от 1906 година Корифи (Κορυφή) е елиногласно село в Кулакийската епископия с 482 жители с гръцко съзнание. В селото работи начално гръцко смесено училище с 60 ученици (53 мъже и 7 жени) и 1 учител.

### В Гърция
През Балканската война в 1912 година в селото влизат гръцки части и след Междусъюзническата в 1913 година Корифи остава в Гърция. След Първата световна война в 1922 година в селото са заселени гърци бежанци. В 1928 година Корифи е смесено местно-бежанско селище с 24 бежански семейства и 88 жители бежанци. Уголемяването на броя на жителите в 1961 година се дължи на присъединяването на Неохоропуло.
Селото традиционно произвежда памук и захарна тръстика. Населението се занимава и с краварство, тъй като селото има около 2000 декара ливади.
| Име  | Име   | Ново име    | Ново име     | Описание                |
| ---- | ----- | ----------- | ------------ | ----------------------- |
| Фурс | Φούρς | Некротафион | Νεκροταφείον | местност на С от Корифи |

| Година    | 1913 | 1920 | 1928 | 1940 | 1951 | 1961 | 1971 | 1981 | 1991 | 2001 | 2011 | 2021 |
| --------- | ---- | ---- | ---- | ---- | ---- | ---- | ---- | ---- | ---- | ---- | ---- | ---- |
| Население | 445  | 568  | 816  | 1206 | 1208 | 1686 | 1656 | 1650 | 1520 | 1544 | 1227 | 956  |

## Личности
Родени в Корифи
- Василиос Филипу (Βασίλειος Φιλίππου), гръцки андартски деец, епитроп на местното гръцко училище[8]
- Георгиос Бикесарос (Γεώργιος Μπικέσαρος), гръцки андартски деец, епитроп на местното гръцко училище[9]
- Евангелос Панайотопулос, известен като Велендзас (Ευάγγελος Παναγιωτόπουλος, Βελέντζας), гръцки андартски деец, четник при Г. Петру, арестуван от османските власт и осъден на 18 месеца затвор[9]
- гръцки андартски деец, агент от трети ред[10]
- Николаос Йованопулос (Νικόλαος Γιοβανόπουλος), гръцки андартски деец, епитроп на местното гръцко училище[9]